# Bricquebec

Bricquebec este o comună în departamentul Manche, Franța. În 1 ianuarie 2018 avea o populație de 4.014 de locuitori.